# Bassanago nielseni
Bassanago nielseni är en fiskart som först beskrevs av Karmovskaya, 1990.  Bassanago nielseni ingår i släktet Bassanago och familjen havsålar. Inga underarter finns listade.